# 智微科技
智微科技股份有限公司（英語：JMicron Technology Corp，中文簡稱：智微，英文簡寫：JMicron）總公司位於台灣新竹科學工業園區，是一家無晶圓廠的積體電路技術公司。智微科技設計和銷售用於橋接設備(bridge device)的控制晶片(controller chip)。

## 历史

### 2001-2007
智微科技成立于2001年9月，其总部位于台湾新竹。该公司还在美国加利福尼亚州欧文市设有研发中心。
2002年，该公司开始开发自己的 USB 2.0到SATA桥控制器技术。
2003年，该公司遷址入了新竹科學工業園區。
智微科技于 2006 年开始开发 SSD 技术，并于 2007 年底推出他们的第一代SSD控制器 JMF601A/602A。智微科技的SSD控制器被华硕、 Corsair 、 OCZ 、 Transcend等多家SSD厂商广泛采用。 JMicron 是最早向这些公司提供 SSD 控制器芯片的公司之一，使他们能够生产价格合理的 SSD。不幸的是，由於當時的NAND技術限制，加上这些固态硬盘控制器并不支持DRAM缓存，使得随机写入非常慢（JMF602B僅有稍微改善）。  （页面存档备份，存于）

### 2008年至今
同样於2008年，智微科技展示了多款周边产品。其中包括 JMB353，一款高速 USB 和IEEE 1394a转 SATA II 外部 HDD 控制器芯片；这个设备是第一个采用集成 IEEE 1394a PHY芯片的器件。展示中还包括 JMB38x 系列（ PCIe读卡器和 1394 控制器芯片）、JMB211（千兆以太网PHY 控制器芯片）、JMB352（高速 USB 和eSATA至 2 端口 SATA II 外部 HDD 控制器芯片） ，以及 JMB325，一款带硬件RAID的 1 至 5 端口 SATA II端口倍增器。 
2009年，智微科技发布了JMF612。 此產品於2010年間，於一些行业的SSD中受到採用並普及化。 2009 年对于智微科技来说是具有里程碑意义的一年，该公司在外部 HDD 和 SATA-PATA 桥接控制器供应商中名列前茅，出货量分别约为 3500 万件和 1500 万件。 
2010年10月，智微科技计划在臺灣證券交易所上市。 同样在2010年， 高德纳咨询公司的串联研究报告显示智微科技在接口控制器芯片市场份额中排名第一。 2010 年，智微科技公司的私钥证书被盗，这些私钥被用来对Stuxnet病毒中的rootkit驱动程序进行数字签名。 
由于长期增长平缓化，智微科技在前几年开发了自己的物理层和高速技术之后，从基础笔记本和主板控制器业务转向多元化發展。 2011年，智微科技赢得了Western Digital和三星电子的USB 3.0硬盘控制器订单，预计净销售额将增长10%。 
2011年底，作为第三代智微SSD控制器JMF661被发布，JMF661被证明是一款有效的入门级产品。此后的2013 年，JMF667系列作为256GB容量、512MB DDR3外部缓存的SSD控制器被发布。 2013年的分析報告显示，SSD控制器技术和高速传输接口IC分别占智微科技销售额的29%和67%。 
2014年同年6月，智微科技发布了JMF670和JMF670H。两者都是 4 通道 SATA SSD 控制器，且能够支持高达 512 GB 的存储容量，並计划於2014年7月开始生产。在同一份公告中，他们展示了 PCIe Gen II 2 通道控制器 JMF810 和 PCIe Gen II 4 通道 SSD 控制器 JMF811。这些控制器的设计顺序读取速度高达 1.5 GB/s，顺序写入速度高达 1.2 GB/s。另一项发布的产品是 JMS577，它是 USB 3.0 至 SATA VI Gb/s 桥接控制器。智微科技还展示了他们的USB 3.1技术，该技术预计将实现 10 Gbit/s 的数据传输速度，是之前 USB Gen III 控制器速度的两倍。 这些公告包括 JMS561/562/561U 产品线中的单芯片、双端口 SATA III RAID/CLONE 计划。 
在整个2014年間，智微科技的JMF667H受到了Tom's Hardware 、 AnandTech和TweakTown等多家网站的评论。 
2015年11月17日，智微科技股份有限公司的董事会通过新设立的子公司Maxio Group Co., Ltd和两家在大陆的控股公司，並也通过了对联芸科技(杭州)有限公司的800万美元增资计划。
2016年，智微科技股份有限公司董事會自願清算並解散了子公司JMicron USA Technology
，並於同年设立了一家名为“深圳智微电子科技有限公司”的子公司。2016年6月，智微科技将其 SSD 部门剥离给雲蓮科技 ，一家设计和销售 SSD 控制器产品的台湾公司。同时，智微科技发布了首款USB-C USB 3.1 Gen 1转 SATA 6Gbit/s 桥接控制器 JMS576。

## 榮譽
- 2003年  獲科管局創新技術研發計劃3.0 Gbps Serial ATA之實體層晶片獎助金400萬元
- 2004年  ISO9001:2000輔導暨驗證完成
- 2004年  成功研發SATA II PHY技術並授予日本IDM廠智慧財產權
- 2004年  成功研發臺灣第一顆SATA-to-PATA橋接晶片
- 2005年  成功研發全球第一顆USB-to-SATA/PATA 橋接晶片
- 2005年  核心邏輯晶片組廠商矽統科技新一代南橋晶片通過公司的PCI Express相容性測試，矽統科技宣布合作完成了矽統科技旗下新一代南橋晶片SiS965、SiS965L、SiS966以及SiS966L的PCI Express介面相容性測試
- 2005年  与聯華電子合作，成功開發0.13微米Serial ATA II (3.0 Gbps)實體層技術，並完成開發及驗證
- 2006年  Computex Taipei 2006於世貿三館IC應用專區展出一系列整合USB 2.0、Serial ATA與Parallel ATA介面的橋接晶片以及PCI Express to SATA II控制器
- 2006年  研發出全球第一顆應用在主機版上的PCIe-to-SATA II橋接晶片
- 2006年  推導eSATA在主機版與筆記型電腦上應用
- 2006年  其USB OTG實體層，協同波蘭通過USB-IF相容性測試，本次通過相容性測試的USB OTG controller，係波蘭Evatronix SA提供，是本公司實體層技術整合方面的特色
- 2006年  獲經濟部鼓勵前瞻應用主導性新產品輔導計劃補助款SATA 6Gbps Port-Multiplier，金額1,575萬元
- 2007年  成功研發全球第一顆應用在筆記型電腦上之PCIe-to-1394/讀卡機控制晶片
- 2007年  成功研發全球第一顆應用於主機版上之PCIe-to-PATA控制晶片
- 2008年  Computex Taipei 2008展出一系列SSD(Solid State Disk)、eSATA、RAID、GbE(Giga bit Ethernet)與PCI Express應用控制晶片
- 2008年  成功研發全球第一顆SATA II and USB Combo介面固態硬碟控制晶片
- 2008年  獲ARM授權開發外接式儲存與嵌入式系統，由本公司獲得ARM926EJ-S™與ARM968E-S™處理器授權，以針對外接式儲存與嵌入式系統開發IC
- 2009年  成功研發全球第一顆PCIe介面讀卡機支援SDA3.0規格控制晶片
- 2009年  成功研發全球第一顆乙太網路與讀卡機二合一控制晶片
- 2009年  獲九十八年科學工業園區創新產品獎 (JMF612超高速固態硬碟控制器)
- 2010年  99年10月28日登錄興櫃
- 2010年  成功研發USB3.0 to 2 ports SATA II控制晶片
- 2010年  成功研發全球第一顆USB3.0讀卡機支援SDA3.0規格之控制晶片
- 2010年  獲華碩電腦最佳夥伴獎(Best Partner Award)
- 2011年  成功研發NAS ( LAN Disk Controller ) 控制晶片
- 2011年  獲2009亞洲科學園區協會傑出企業獎(Excellence Prize)
- 2012年  成功研發667 ( 4 Channel SSD Controller ) 控制晶片
- 2013年  成功研發575 ( 1:5 SATA 6Gbps port multiplier/port selector)控制晶片
- 2014年  JMF667在國際權威固態儲存裝置控制晶片評論專業雜誌AnandTech、SSD Review和TweakTown等获好评
- 2014年  SSD控制晶片出貨量超越500萬顆
- 2015年  JMF670H控制晶片成功導入一線系統與模組大廠
- 2015年  JMS579系列控制晶片順利研發成功並導入一線硬碟大廠
- 2015年  成功研發60F (non-DRAM SSD Controller) 控制晶片
- 2015年  轉投資聯芸科技(杭州)有限公司
- 2016年  JMS576 Type C 橋接控制晶片量產
- 2016年  USB週邊橋接晶片系列年度出貨量達4千萬顆
- 2016年  智微以聯芸科技(杭州)有限公司為下一世代SSD的研究開發基地，智微未來不再開發SSD產品，研發人力將集中於目前主力產品
- 2017年  USB 3.2 Gen2 高速傳輸技術量產
- 2017年  轉投資開酷科技股份有限公司
- 2018年  PCIe Gen3 to 5x SATA 6Gb/s 介面擴充控制晶片量產
- 2018年  USB 3.2 Gen1 to UFS + UHS-I 橋接控制晶片量產
- 2018年  USB 3.2 Gen2 to PCIe/NVMe (JMS583) 橋接控制晶片量產
- 2018年  USB 3.2 Gen2 to SATA 6Gb/s (JMS580) 橋接控制晶片取得USB-IF協會認證並量產
- 2019年  与威騰電子 (WD)合作，展示全球第一款USB to SD7.x讀卡器解決方案
- 2019年  推出TCG加密硬碟與加密固態硬碟支援解決方案

## 產品清單

### USB Bridge controller
USB-mulit-interfaces
- JMS581: USB3.2 Gen2x1 to SD7.x / PCIe / SATA

USB-UFS
- JMS901: USB 3.2 Gen1 to UFS 2.1/ UHS-1

USB-SATA
- JMS591: USB3.2 Gen2x2 to 5x SATA 6Gb/s (RAID 0/1/5/10/JBOD)
- JMS580: USB 3.2 Gen2 to SATA 6Gb/s
- JMS578: USB 3.0 to SATA 6Gb/s
- JMS576: USB 3.2 Gen1 to SATA 6Gb/s
- JMS562: USB 3.0 & eSATA 6Gb/s to Dual SATA 6Gb/s (RAID 0/1/JBOD)
- JMS561U: USB 3.0 to Dual SATA 6Gb/s (CLONE)
- JMS561: USB 3.0 to Dual SATA 6Gb/s (RAID 0/1/JBOD)
- JM20337: USB 2.0 to SATA/PATA
- JM20329: USB 2.0 to SATA

USB-PCIe
- JMS586: USB 3.2 Gen2x2 to PCIe/NVMe Gen3x4
- JMS583: USB 3.2 Gen2 to PCIe/NVMe Gen3x2

### PCIe Bridge Controller
PCIe-SATA
- JMB585: PCIe Gen3x2 to 5x SATA 6Gb/s
- JMB582: PCIe Gen3x1 to 2x SATA 6Gb/s

### SATA Bridge Controller
SATA-SATA
- JMB575: 1 to 5-port SATA 6Gb/s  Port Multiplier or 5 to 1-port SATA 6Gb/s Port Selector
- JMB572: 1 to 2-port SATA 6Gb/s Port Multiplier or 2 to 1-port SATA 6Gb/s Port Selector
- JMB394: 1 to 5-port SATA 3Gb/s Port Multiplier (RAID 0/1/5/10/JBOD / CLONE with LCM interfaces)
- JMB393: 1 to 5-port SATA 3Gb/s Port Multiplier (RAID 0/1/5/10/JBOD/CLONE)
- JMB391: 1 to 5-ports SATA 3Gb/s Port Multiplier (RAID 0/1/10/JBOD)
- JMB390: 1 to 2-port SATA 3Gb/s Port Multiplier (RAID 0/1/JBOD)

SATA-PATA
- JMD330: SATA to PATA
- JMH330/S: PATA to SATA

## 產品應用

### External Storage

#### USB Based
Single Bay
- External USB DAS
- USB Enclosure

Portable SSD
- Smart TV storage devices
- Gaming console storage devices
- Window-to-go applications

Dual-/Multi-Bays
- NAS
- Personal Cloud Storage
- Hyper Backup
- Active Backup
- Cloud Station Backup
- Duplicator

#### SATA Based
Port Multiplier Application
- Surveillance storage
- Set-top-boxes
- Media players
- NAS products
- Embedded system
- PC/NB

RAID Controller Application
- NAS having RAID storage devices
- video surveillance systems
- HDD Duplicators
- RAID box

2:1 or 5:1 Port Selector
- NAS
- Personal Cloud Storage
- Hyper Backup
- Active Backup
- Cloud Station Backup
- Embedded system

#### UFS Based
Widely adoption of UFS in external/embedded storage
- UFS/SD combo card reader
- Ultra-High speed UFS-based thumb-drive

UFS-Based Portable SSD
- UFS programmer machine
- Surveillance IP Cam
- AR/VR Headset

### HDD Duplicator
- HDD formatting
- HDD sanitizers
- Docking station

### Surveillance Storage

#### DVR/NVR
Surveillance Storage
- Smart camera
- IP camera
- Video display devices

## 關係企業與子公司
- 智微科技股份有限公司(總部_臺灣新竹) （页面存档备份，存于）
- 智微芯片科技(深圳)有限公司
- 開酷科技股份有限公司 （页面存档备份，存于）

## 外部連結
- 智微科技官方網站 （页面存档备份，存于）
- 智微科技Facebook專頁
- JMicron JMB585 SATA 6Gb/s 擴充卡效能簡測
- 智微科技於COMPUTEX展示最新SD7.0等多款高速存儲解決方案
- 智微科技JMS901橋接晶片取得USB協會認證
- 智微科技偕Western Digital揭露最新SD7.0解決方案
- 智微科技將於COMPUTEX展示最新高速存儲解決方案
- JMicron Has A 10Gb/s USB 3 To NVMe Bridge Adapter